# محمد مصطفى أبو راتب
محمد مصطفى علي أبو راتب (1962 -)، هو منشد سوري للموسيقى الإسلامية والعربية المبنية على الشعر العربي الكلاسيكي. اشتهر بكنية أبو راتب وكان رئيس فرقة الهدى الدولية للإنشاد.

## حياته
وُلِد في حلب، سوريا. ومنذ سن مبكرة، انغمس في التقاليد الموسيقية في العالم العربي. وفي سن مبكرة، التحق بمعهد الموسيقى العربية في حلب، سوريا حيث درس التدوين الموسيقي (الصولفيج) وتعلم العزف على الكمان. درس البث والإخراج التلفزيوني في عمان، الأردن، واكتسب خبرة في هندسة البث.

## جوائز
في عام 2006 حصل على جائزة الشباب العالمية للعمل الإسلامي في مجال الإنشاد الديني.

## الاعتقال والترحيل
في عام 2010، بعد عودته من كندا، ألقي القبض عليه بسبب تورطه في أنشطة مؤسسة الأرض المقدسة. وجاء ذلك بعد انتهاء قضية الخمسة من أبناء الأرض المقدسة في عام 2008، والتي أسفرت عن سجنهم. واعترف لاحقًا بالذنب في الإدلاء بتصريحات كاذبة أثناء إجراءات التجنس، وتم ترحيله بعد ذلك إلى بلد من اختياره.

## حياته الخاصة
تزوج من بتول قاوقجي وله خمس بنات: آية، نور، سناء، هبة، وسما.